# Toke Gormsen

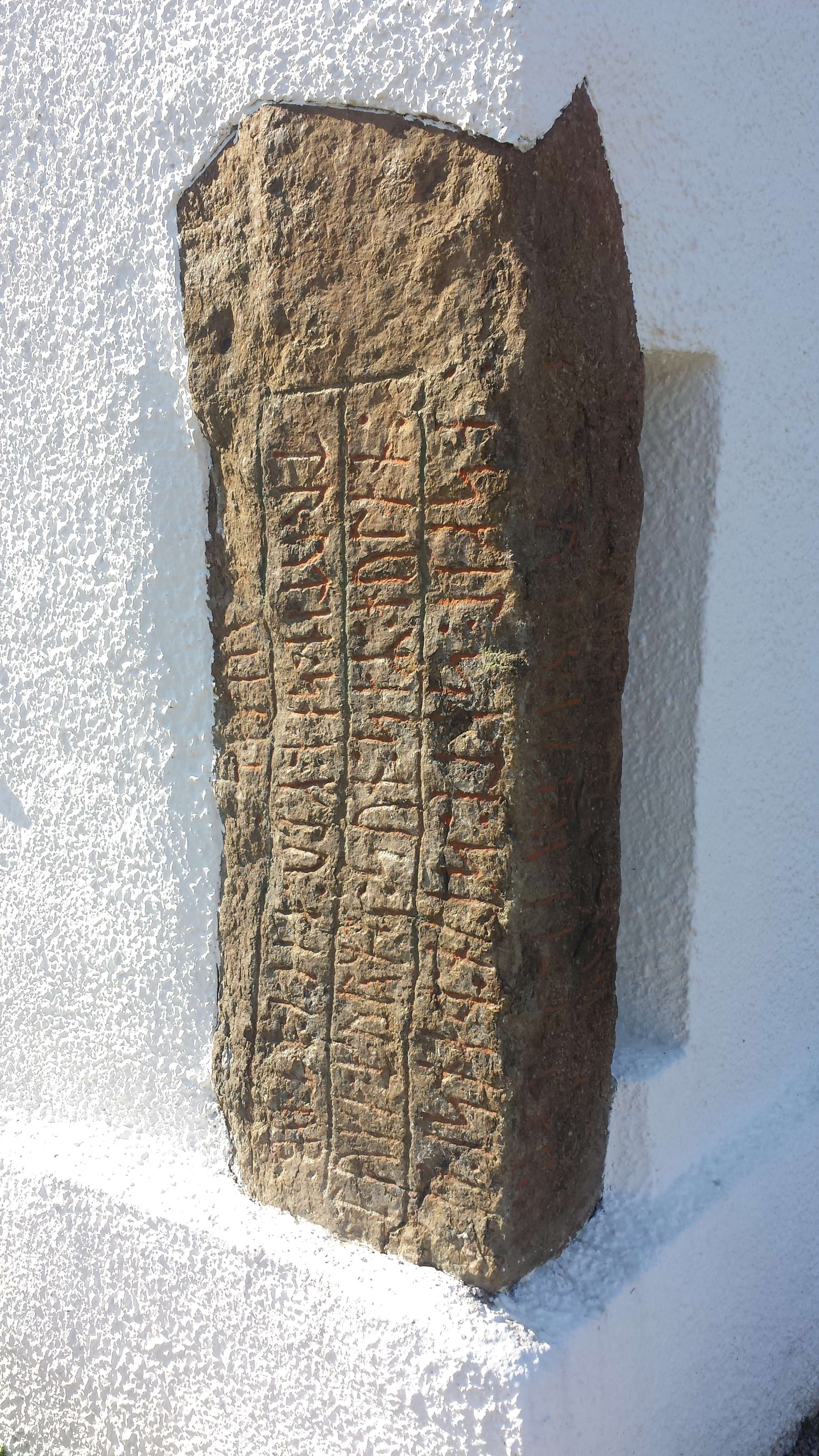
Toke Gormsens sten i Hällestad kyrka, en av runstenarna som omtalar Toke Gormsen.

Toke Gormsen eller Toke Gormsson var under 900-talet en hövding, kung eller småkung i västra Skåne möjligen under åren 971-986, och av många antas vara en yngre bror till Harald Blåtand, känd genom texten på tre runstenar insatta i muren till Hällestad kyrka.

## Inskrifter på runstenar
Texterna på runstenarna i Torna Hällestad lyder i översättning:
”Eskil satte denna sten efter Toke, Gorms son, hans hulda herre (drott). Han flydde icke vid Uppsala. Satte kämpar efter sin broder sten på berget (dvs. högen). Står fast (med) runor. De Gorms Toke gingo närmast.”
”Asgot reste sten denna efter Ärre, broder sin. Men han var hirdman (åt) Toke. Nu skall stå, sten på berget (dvs. högen).”
”Asbjörn, hirdman (åt) Toke, satte sten denna efter Toke, sin broder.”
Åke Ohlmarks konstaterade 1978 att Toke benämnes ”hulda drott” (originalet: hulan trutin), jfr översättningen ”hulda herre” ovan. Han konstaterar också att begreppet ”drottinn” i originaltexterna från denna tid endast användes om kungar och jarlar. Ordet ”broder” i texterna ska inte uppfattas som köttslig broder utan som broder i kampen. Enligt Dick Harrison 2022 tyder att Toke hade hirdmän på att han var en man med inflytande, antagligen en hövding, jarl eller lokal bygdekung, möjligen med anknytning till Uppåkra.

## Tolkning och familj
Toke beskrivs som "Gorms son" på en av runstenarna, vilket ibland har tolkats som att han var son till den danske kungen Gorm den gamle och därigenom bror till Harald Blåtand. Eftersom bevarat skriftligt källmaterial endast omtalar tre barn till Gorm den gamle (Knut, Harald Blåtand och Gunhild) ifrågasattes denna tes av Dick Harrison 2022, som menar att den inte stöds av källorna.
Det Uppsala som Toke nämns inte ha flytt vid har ibland tolkats som Gamla Uppsala i Svealand, vilket har gett upphov till tolkningen att Toke deltog i det legendariska slaget vid Fyrisvallarna. Denna tolkning är inte säker eftersom det under 900-talet fanns flera olika platser med namnet Uppsala.